# Letonniemi (udde i Norra Österbotten)
Letonniemi är en udde i Finland.  Den ligger i Uleåborg i landskapet Norra Österbotten, i den centrala delen av landet, 500 km norr om huvudstaden Helsingfors.
Terrängen inåt land är mycket platt. Havet är nära Letonniemi åt sydväst. Runt Letonniemi är det tätbefolkat, med 397 invånare per kvadratkilometer. Närmaste större samhälle är Uleåborg, 6,8 km sydost om Letonniemi. I omgivningarna runt Letonniemi växer i huvudsak blandskog.